# (5738) Billpickering
(5738) Billpickering (1989 UY3) – planetoida z grupy przecinających orbitę Marsa okrążająca Słońce w ciągu 4,52 lat w średniej odległości 2,73 j.a. Odkryta 27 października 1989 roku.